# Pigen med de grønne øjne
|  | Denne artikel er oprettet af botten PalnaBot ud fra en ekstern database. Den kan derfor have sproglige fejl eller mangler. Denne skabelon kan fjernes efter kontrol af indholdet. |

Pigen med de grønne øjne er en kortfilm fra 1995 instrueret af Helge Sten-Knudsen efter manuskript af Helge Sten-Knudsen, Bo Green Jensen.

## Handling
Arbejdet med en artikel på 25-års dagen for den første månelanding får journalisten Daniel til at tænke tilbage og mindes den fjerne sommer i barndommens landskab, hvor han for første gang mødte kærligheden i skikkelse af nabopigen Marianne med de grønne øjne. Erindringsstrømmens sødmefyldte smerte får afgørende betydning for Daniels nuværende situation med kone, to børn og en smuk elskerinde.